# Чжан Ян
Чжан Ян (август 1951 — 23 ноября 2017), генерал-полковник КНР (2010), член ЦВС Китая (КПК/КНР с 2012/2013).
Член КПК с 1969 года, член ЦК КПК 17-18 созывов (с 2007 года). Депутат ВСНП 10 и 12 созывов (2003—2008, 2013—2017).

## Биография
По национальности ханец. В рядах НОАК с 1968 года.
Окончил базовый факультет Национального университета обороны НОАК, также обучался в партшколе при ЦК КПК по специальности административного менеджмента.
С дек. 2004 года по сентябрь 2007 года глава политуправления и член посткома парткома, с сентября 2007 года политкомиссар Гуанчжоуского военного округа.
С октября 2012 года начальник Главного политического управления НОАК.
Как отмечал журнал «Коммерсант-Власть», его столь высокое назначение — на должность главного политрука НОАК, — явилось неожиданным для наблюдателей.
Генерал-майор (2001), генерал-лейтенант (июль 2006), генерал-полковник (июль 2010).
В августе 2017 года ушел в отставку с должности Главного политического руководителя и не избран представителем XIX съезда КПК.
По официальным сообщениям НОАК, антикоррупционная проверка в отношении Чжан Яна началась в августе 2017 года, после того, как он ушел в отставку. Результат проверки показал, что он был тесно связан с бывшими заместителями председателя Центрального военного совета Го Босюном (в заключении) и Сюй Цайхоу (умер в 2015 году во время следствия).
Чжан Яну было разрешено проживать в своей квартире в процессе следствия, когда он 23 ноября 2017 года покончил с собой. ЦВС Китая резко осудил самоубийство Чжан Яна как попытку уклонения от наказаний, которое, однако, не станет причиной прекращения расследования уголовного дела против него.